# Ommatius haitiensis
Ommatius haitiensis là một loài ruồi trong họ Asilidae. Ommatius haitiensis được Scarbrough miêu tả năm 1984. Loài này phân bố ở vùng Tân nhiệt đới.